# Финал Кубка СССР по футболу 1936
Финал Кубка СССР по футболу 1936 года — первый финал Кубка СССР. Матч состоялся 28 августа 1936 года на стадионе «Динамо» в Москве. В матче встретились московский «Локомотив» из Группы А Чемпионата СССР и тбилисское «Динамо» из Группы Б. Матч судил Николай Усов из Ленинграда.
Кубок победителю был вручён не сразу, а 5 сентября на стадионе «Динамо» перед первой календарной игрой на осеннее первенство СССР «Локомотив» (Москва) — «Спартак» (Москва).

## Путь к финалу
| Локомотив (Москва)        | Локомотив (Москва) | Локомотив (Москва) | Динамо (Тбилиси) | Динамо (Тбилиси)           | Динамо (Тбилиси) |
| ------------------------- | ------------------ | ------------------ | ---------------- | -------------------------- | ---------------- |
| Трудовая коммуна (Кунгур) | 0:7                | 1/32 финала        | 1/32 финала      | Динамо (Батуми)            | 0:2              |
| Динамо (Харьков)          | 0:1                | 1/16 финала        | 1/16 финала      | Строители (Баку)           | 3:2 (д.в.)       |
| Спартак (Ленинград)       | 3:0                | 1/8 финала         | 1/8 финала       | Дзержинец-СТЗ (Сталинград) | 1:3              |
| Серп и Молот (Харьков)    | 2:1                | 1/4 финала         | 1/4 финала       | Спартак (Москва)           | 3:6 (д.в.)       |
| Красная заря (Ленинград)  | 5:0                | 1/2 финала         | 1/2 финала       | Красное знамя (Ногинск)    | 5:1              |

## Детали матча
| Локомотив (Москва)       | 2:0      | Динамо (Тбилиси) |
| ------------------------ | -------- | ---------------- |
| Соколов 18′ · Лавров 24′ | Протокол |                  |

| Локомотив | Динамо |

| Локомотив:       |  |                      |                 |
|                  |  |                      |                 |
| В                |  | Николай Разумовский  |                 |
| З                |  | Иван Андреев         |                 |
| З                |  | Илья Гвоздков        |                 |
| П                |  | Дмитрий Максимов (к) |                 |
| П                |  | Михаил Жуков         |                 |
| П                |  | Виталий Стрелков     |                 |
| Н                |  | Александр Семёнов    |                 |
| Н                |  | Алексей Соколов      |                 |
| З                |  | Николай Ильин        |                 |
| Н                |  | Виктор Лавров        | Заменён         |
| П                |  | Пётр Теренков        |                 |
| Запасной:        |  |                      |                 |
| В                |  | Валентин Гранаткин   |                 |
| Н                |  | Николай Михеев       | Вышел на замену |
| Главный тренер:  |  |                      |                 |
| Алексей Столяров |  |                      |                 |

| Динамо:         |  |                           |                 |
|                 |  |                           |                 |
| В               |  | Александр Дорохов         |                 |
| З               |  | Шота Шавгулидзе (к)       | Заменён         |
| З               |  | Эдуард Николайшвили       |                 |
| П               |  | Николай Аникин            |                 |
| Н               |  | Владимир И. Бердзенишвили |                 |
| П               |  | Владимир Джорбенадзе      |                 |
| Н               |  | Илья Панин                |                 |
| П               |  | Михаил Бердзенишвили      |                 |
| Н               |  | Борис Пайчадзе            |                 |
| Н               |  | Михаил Асламазов          |                 |
| Н               |  | Николай Сомов             |                 |
| Запасной:       |  |                           |                 |
|                 |  | ?                         | Вышел на замену |
| Главный тренер: |  |                           |                 |
| Жюль Лимбек     |  |                           |                 |

## Ход матча
Первые минуты матча прошли в непрерывных атаках тбилисцев. Однако нападающие били неточно, и мячи неизменно летели мимо ворот. Отразив атаки динамовцев, москвичи перевели игру на половину поля соперников и вскоре заставили вступить в игру вратаря «Динамо» Дорохова. На 18 минуте А.Соколов с подачи Лаврова забил первый мяч первого финального матча на Кубок СССР по футболу. Прошло ещё несколько минут, и новая атака «Локомотива» закончилась вторым мячом. Лавров с подачи Теренкова закрепил успех москвичей.
Вторые 45 минут игры не изменили результата, и на серебряной крышке хрустального кубка появилась первая надпись: «Локомотив. Москва. 1936».

## Статистика

Анонс матча в газете «Красный Спорт»

- Матч обслуживали 11 фоторепортёров, 2 врача, 5 судей.
- В первом тайме «Локомотив» исполнял три угловых, во втором — 4. «Динамо» в первом тайме — 5, во втором — 1.
- «Локомотив» бил в первом тайне 16 штрафных ударов, «Динамо» — 11, во втором тайме обе команды пробили по 8 штрафных ударов.
- Вратарь «Динамо» Дорохов взял в первом тайме 3 трудных мяча, 2 отбил, во втором тайме взял 4 трудных мяча, 3 отбил. Вратарь «Локомотива» Разумовский в первой половине игры 2 раза отбивал мяч, не взяв ни одного мяча. Во втором тайме взял 3 мяча, 1 раз отбил. Таким образом Дорохов был в игре 23 раза, а вратарь москвичей — 12 раз.
- Дважды судья назначал спорный удар.
- «Локомотива» бил по воротам в первом тайме 19 раз, во втором тайме москвичи пробили 15 раз. «Динамо» в первом тайме било по воротам 21 раз, во втором — 12.
- «Локомотив» бил от ворот в первом тайме 14 раз, во втором — 6, «Динамо» в первом — 9, во втором — 4.
- Мяч вбрасывался руками в первом тайме 16 раз («Локомотив» 8), во втором — 19 («Локомотив» 7).
- Всего мяч был вне игры 16 минут 7 сек. Таким образом, чистая игра продолжалась 73 мин. 53 сек. из 90 минут.
- Всего в матче участвовало 24 футболиста (Шавгулидзе и Лавров были заменены в связи с полученными повреждениями).
- Средний возраст игроков «Локомотива» — 27 лет, «Динамо» — 26.
- Средний спортивный стаж москвичей — 9 лет, тбилисцев — 7 лет.
- Судья Усов дал всего 131 свисток. В среднем на 41 секунду игры приходился один свисток.[3]

## Составы
В различных источниках указаны разные составы команд:
- А. В. Савин. «Москва футбольная». Состав ФК «Локомотив»: Н.Разумовский, И.Андреев, И.Гвоздков, Д.Максимов, М.Жуков, В.Стрелков, А.Семёнов, А.Соколов, Н.Ильин, В.Лавров, П.Теренков.
- К. С. Есенин. «Московский футбол». Состав ФК «Локомотив»: Н.Разумовский, И.Андреев, И.Гвоздков, Д.Максимов, М.Жуков, В.Стрелков (Н.Ильин), М.Киреев (А.Семёнов), А.Соколов, В.Лавров, Н.Михеев, П.Теренков.
- Видео. Кубок СССР 1936. «Локомотив» (Москва) — «Динамо» (Тбилиси). Состав ФК «Локомотив»: Разумовский, Гвоздков, Максимов, Стрелков, Жуков, Ильин, Михеев, Соколов, Лавров (Андреев), Семёнов, Теренков.